# بیگانه‌هراسی

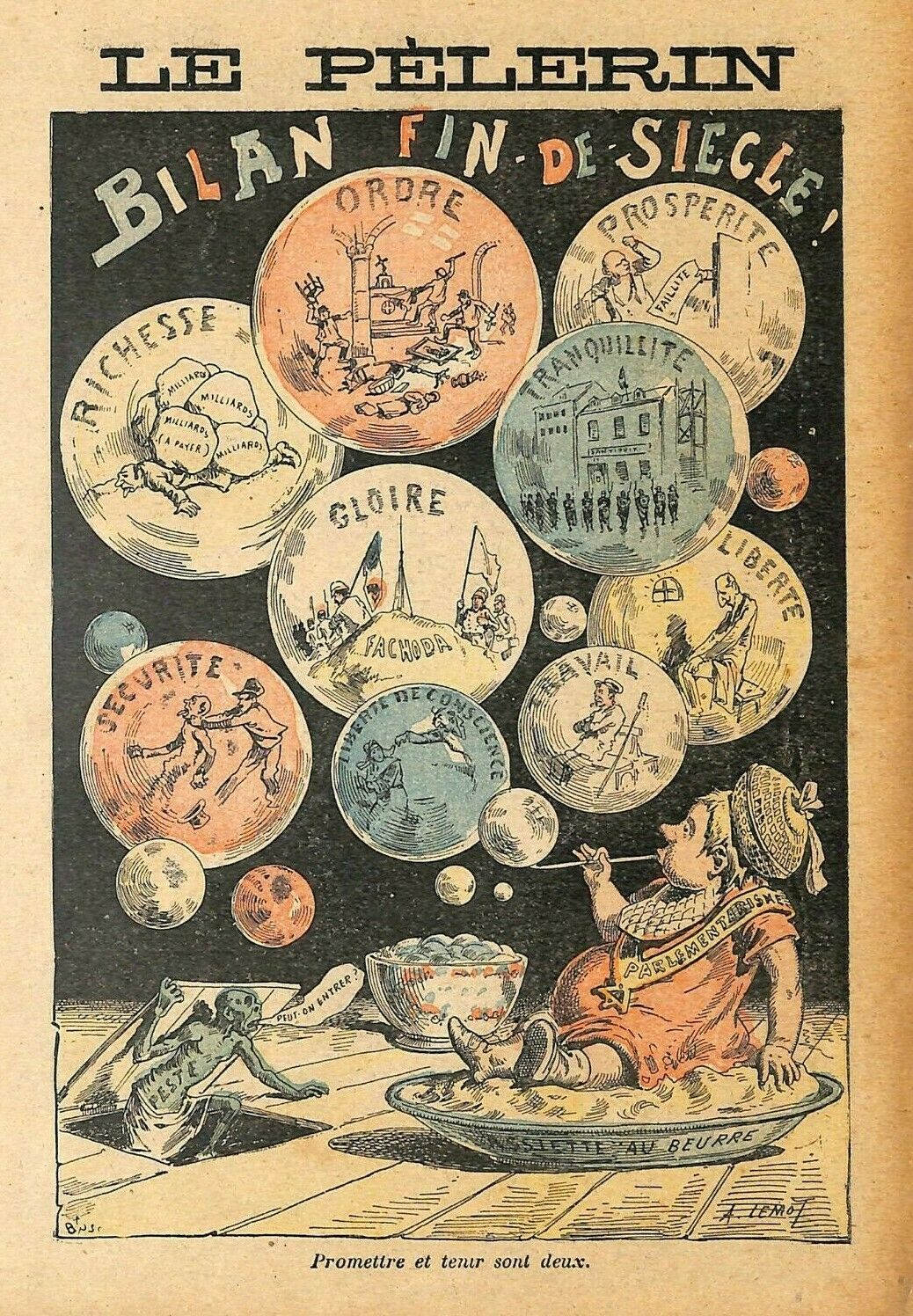
بیگانه هراسی

بیگانه‌هراسی عبارت است از هراس نامعقول از بیگانگان، به حدی که به صورت یک رفتار غیرعادی و بیمارگونه در آید.
بیگانه‌هراسی در میان مللی که به‌طور عمده مهاجرپذیر بوده‌اند گاه مورد بهره‌برداری‌های سیاسی در راستای جذب آرای عمومی نیز قرار می‌گیرد، در این میان احزاب رادیکال، پسا فاشیست، راست افراطی و ملی‌گرا بیشترین بهره را از ترویج آن می‌برند. گسترش بیگانه‌هراسی در یک جامعه گروه‌های عمدتاً مهاجر و اقلیت اجتماعی یا مذهبی را در معرض انواع تبعیض‌ها و ناملایمات قرار می‌دهد، برای مثال مطابق گزارش مرکز اروپایی نظارت بر بیگانه‌هراسی و نژادپرستی، اقلیت مسلمان در این قاره با تبعیض در زمینه‌های شغلی، آموزشی و مسکن رو به رو هستند.